# Делікатний Володимир Іванович
Володимир Іванович Делікатний (нар. 27 березня 1935, село Осламів, тепер Віньковецький район, Хмельницька область, Українська РСР, СРСР) — державний діяч СРСР, міністр зв'язку Української РСР. Депутат Верховної Ради УРСР 11-го скликання.

## Життєпис
Народився в селянській родині.
Закінчив Одеський електротехнічний інститут зв'язку імені О. С. Попова (тепер — Одеська національна академія зв'язку імені О. С. Попова).
У 1958—1959 роках — інженер, старший інженер Євлахської районної контори зв'язку Азербайджанської РСР.
У 1959—1966 роках — старший електромеханік Одеської дистанції сигналізації і зв'язку, старший технік «Шляхпроекту» управління Одесько-Кишинівської залізниці; старший інженер Переяслав-Хмельницької районної контори зв'язку, головний інженер Переяслав-Хмельницької телеграфно-телефонної станції Київської області.
Член КПРС з 1963 року.
У 1966—1980 роках — головний інженер Харківського обласного виробничо-технічного управління зв'язку; начальник Донецького обласного виробничо-технічного управління зв'язку.
У 1980 — січні 1984 року — заступник, 1-й заступник міністра зв'язку Української PCP.
11 січня 1984 — 24 грудня 1991 року — міністр зв'язку Української PCP.
24 грудня 1991 — 6 квітня 1992 року — голова Державного комітету України по зв'язку.
Потім — на пенсії в місті Києві.

## Нагороди
- ордени
- медалі
- Почесна грамота Президії Верховної Ради Української РСР (26.03.1985)